# India op de Olympische Zomerspelen 2008
India nam deel aan de Olympische Zomerspelen 2008 in Peking, China. India debuteerde op de tweede Zomerspelen in 1900 en deed in 2008 voor de 22e keer mee. De schutter Abhinav Bindra veroverde de eerste individuele gouden medaille en de negende in totaal voor India. De andere acht medailles werden telkens door het mannenhockeyteam gewonnen.

## Medailleoverzicht
| Sport       | Olympiër       | Discipline            | Medaille |
| ----------- | -------------- | --------------------- | -------- |
| Schietsport | Abhinav Bindra | 10m luchtgeweer (m)   | Goud     |
| Boksen      | Vijender Kumar | -75kg (m)             | Brons    |
| Worstelen   | Sushil Kumar   | -66kg vrije stijl (m) | Brons    |

## Deelnemers en resultaten

### Atletiek
| Olympiër                                                      | Discipline             | Resultaat | Prestatie                                 |
| ------------------------------------------------------------- | ---------------------- | --------- | ----------------------------------------- |
| Surendra Singh                                                | 10000m (m)             | 26e       | 28.13,97                                  |
| Renjith Maheswary                                             | hink-stap-springen (m) | 35e       | kwalificatie groep B: 11de met 60,69m     |
| Vikas Gowda                                                   | discuswerpen (m)       | 22e       | kwalificatie groep B: 18de met 15,77m     |
|                                                               |                        |           |                                           |
| Mandeep Kaur                                                  | 400m (v)               | 33e       | serie 2: 6de in 52,88                     |
| Preeja Sreedharan                                             | 10000m (v)             | 25e       | 32.34,64                                  |
| Sathi Geetha Mandeep Kaur Manjeet Kaur Sini Jose Chitra Soman | 4x400m (v)             | 10e       | serie 1: 6de in 3.28,83                   |
| Anju Bobby George                                             | verspringen (v)        | DNF       | kwalificatie groep B: geen geldige poging |
| Harwant Kaur                                                  | discuswerpen (v)       | 30e       | kwalificatie groep A: 16de met 56,42m     |
| Krishna Poonia                                                | discuswerpen (v)       | 24e       | kwalificatie groep B: 10de met 58,23m     |
| Pramila Aiyappa                                               | zevenkamp (v)          | 27e       | 5771 punten                               |
| Shobha Javur                                                  | zevenkamp (v)          | 29e       | 5749 punten                               |
| Susmita Singha Roy                                            | zevenkamp (v)          | 32e       | 5705 punten                               |

### Badminton
| Olympiër     | Discipline    | Resultaat | Prestatie |
| ------------ | ------------- | --------- | --- |
| Anup Sridhar | enkelspel (m) | 17e       | 1ste ronde: W van POR Vasconcelos: 2-0 (21-16, 21-14) 2de ronde: V van JPN Satō: 13-21, 17-21 |
|              |               |           | |
| Saina Nehwal | enkelspel (v) | 5e        | 1ste ronde: W van RUS Diehl: 2-0 (21-9, 21-8) 2de ronde: W van UKR Griga: 2-0 (21-18, 21-10) 3de ronde: W van HKG Wang: 2-1 (21-19, 11-21, 21-11) kwartfinale: V van INA Yulianti: 1-2 (28-26, 14-21, 15-21) |

### Boksen
| Olympiër             | Discipline | Resultaat | Prestatie |
| -------------------- | ---------- | --------- | --- |
| Jitender Kumar       | -52kg (m)  | 5e        | 1ste ronde: W van TUR Memiş: walk-over 2de ronde: W van UZB Doniyorov: 13-6 kwartfinale: V van RUS Balakshin: 11-15                      |
| Akhil Kumar          | -56kg (m)  | 5e        | 1ste ronde: W van FRA Hallab: 12-5 2de ronde: W van RUS Vodopyanov: 9-9 kwartfinale: V van MDA Gojan: 3-10                               |
| Anthresh Lalit Lakra | -60kg (m)  | 17e       | 1ste ronde: V van UZB Sultonov: 5-9 |
| Vijender Singh       | -75kg (m)  | Brons     | 1ste ronde: W van GAM Jack: 13-2 2de ronde: W van THA Samui: 9-9 kwartfinale: W van ECU Góngora: 9-4 halve finale: V van CUB Correa: 5-8 |
| Dinesh Kuma          | -81kg (m)  | 17e       | 1ste ronde: V van ALG Benchabla: 3-23 |

### Boogschieten
| Olympiër                                         | Discipline      | Resultaat | Prestatie |
| ------------------------------------------------ | --------------- | --------- | --- |
| Mangal Champia                                   | individueel (m) | 17e       | plaatsingsronde: 2de met 678 punten 1ste ronde: W van IRI Vaezi: 112-98 2de ronde: V van RUS Badënov: 108-109 |
|                                                  |                 |           | |
| Dola Banerjee                                    | individueel (v) | 33e       | plaatsingsronde: 31ste met 633 punten 1ste ronde: V van CAN Beaudet: 108-108                                  |
| Bombayala Devi                                   | individueel (v) | 33e       | plaatsingsronde: 22ste met 637 punten 1ste ronde: V van POL Marcinkiewicz: 101-103                            |
| Pranitha Vardhineni                              | individueel (v) | 17e       | plaatsingsronde: 37ste met 627 punten 1ste ronde: W van AUS Waller: 106-100 2de ronde: V van PRK Kwon: 99-106 |
| Dola Banerjee Bombayala Devi Pranitha Vardhineni | team (v)        | 5e        | plaatsingsronde: 6de met 1897 punten 1ste ronde: vrij kwartfinale: V van China: 206-211                       |

### Judo
| Olympiër            | Discipline | Resultaat | Prestatie                                                                       |
| ------------------- | ---------- | --------- | ------------------------------------------------------------------------------- |
| Khumujam Tombi Devi | -48kg (m)  | 19e       | 1ste ronde: 'V van POR Hormigo: ippon                                           |
| Divya Tewar         | -78kg (m)  | 13e       | 1ste ronde: 'V van CUB Castillo: ippon herkansingen: V van KAZ Abikeyeva: ippon |

### Roeien
| Olympiër                              | Discipline             | Resultaat | Prestatie |
| ------------------------------------- | ---------------------- | --------- | --- |
| Bajranglal Takhar                     | skiff (m)              | 21e       | serie 4: 3de in 7.39,91 herkansingen: 5de in 7.19,01 halve finale C/D: 4de in 7.23,00 finale D: 3de in 7.09,73 |
| Devender Kumar Khandwal Manjeet Singh | lichte dubbel-twee (m) | 18e       | serie 2: 5de in 6.37,13 herkansingen: 5de in 7.02,06 halve finale C/D: 3de in 6.40,34 finale C: 6de in 6.44,48 |

### Schietsport
| Olympiër                   | Discipline                 | Resultaat | Prestatie                                                                             |
| -------------------------- | -------------------------- | --------- | ------------------------------------------------------------------------------------- |
| Abhinav Bindra             | 10m luchtgeweer (m)        | Goud      | kwalificatie: 4de met 596 punten (100-99-100-98-100-99) finale: 1ste met 700,5 punten |
| Gagan Narang               | 10m luchtgeweer (m)        | 9e        | kwalificatie: 9de met 595 punten (97-100-100-100-98-100)                              |
| Gagan Narang               | 50m geweer 3 houdingen (m) | 13e       | kwalificatie: 13de met 1167 punten (394-389-384)                                      |
| Sanjeev Rajput             | 50m geweer 3 houdingen (m) | 26e       | kwalificatie: 26ste met 1162 punten (395-380-387)                                     |
| Gagan Narang               | 50m geweer liggend (m)     | 35e       | kwalificatie: 35ste met 589 punten (98-98-99-96-99-99)                                |
| Sanjeev Rajput             | 50m geweer liggend (m)     | 26e       | kwalificatie: 26ste met 591 punten (97-100-99-98-99-98)                               |
| Samaresh Jung              | 50m pistool (m)            | 42e       | kwalificatie: 42ste met 540 punten (88-92-91-86-90-93)                                |
| Samaresh Jung              | 10m luchtpistool (m)       | 42e       | kwalificatie: 42ste met 570 punten (92-95-96-98-96-93)                                |
| Manavjit Singh Sandhu      | trap (m)                   | 12e       | kwalificatie: 12de met 116 punten (23-23-24-22-24)                                    |
| Mansher Singh              | trap (m)                   | 8e        | kwalificatie: 8ste met 117 punten (25-24-20-24-24)                                    |
| Rajyavardhan Singh Rathore | dubbeltrap (m)             | 15e       | kwalificatie: 15de met 131 punten (43-45-43)                                          |
|                            |                            |           |                                                                                       |
| Anjali Bhagwat             | 10m luchtgeweer (v)        | 29e       | kwalificatie: 29ste met 393 punten (99-99-97-98)                                      |
| Avneet Kaur Sidhu          | 10m luchtgeweer (v)        | 39e       | kwalificatie: 39ste met 389 punten (98-100-96-95)                                     |
| Anjali Bhagwat             | 50m geweer 3 houdingen (v) | 32e       | kwalificatie: 32ste met 571 punten (191-189-191)                                      |
| Avneet Kaur Sidhu          | 50m geweer 3 houdingen (v) | 42e       | kwalificatie: 42ste met 552 punten (190-183-179)                                      |

### Tafeltennis
| Olympiër      | Discipline    | Resultaat | Prestatie |
| ------------- | ------------- | --------- | --- |
| Sharath Kamal | enkelspel (m) | 33e       | voorronde: vrij 1ste ronde: W van ESP Carneros: 4-2 (6-11, 12-10, 11-8, 9-11, 11-6, 11-7) 2de ronde: V van AUT Weixing: 1-4 (5-11, 12-14, 2-11, 11-8, 10-12) |
|               |               |           | |
| Neha Aggarwal | enkelspel (v) | 33e       | voorronde: V van AUS Lay: 1-4 (12-10, 8-11, 11-13, 8-11, 4-11)                                                                                               |

### Tennis
| Olympiër                     | Discipline     | Resultaat | Prestatie |
| ---------------------------- | -------------- | --------- | --- |
| Mahesh Bhupathi Leander Paes | dubbelspel (m) | 5e        | 1ste ronde: W van FRA Monfils/Simon: 6-3, 6-3 2de ronde: W van BRA Melo/Sá: 6-4, 6-2 kwartfinale: V van SUI Federer/Wawrinka: 2-6, 4-6 |
|                              |                |           | |
| Sania Mirza                  | enkelspel (v)  | 33e       | 1ste ronde: V van CZE Benešová: 1-6, 1-2, opgave                                                                                       |
| Sania Mirza Sunitha Rao      | dubbelspel (v) | 9e        | 1ste ronde: W van FRA Golovin/Parmentier: walk-over 2de ronde: V van RUS Koeznetsova/Safina: 4-6, 4-6                                  |

### Worstelen
| Olympiër       | Discipline  | Resultaat   | Prestatie |
| Vrije stijl    | Vrije stijl | Vrije stijl | Vrije stijl |
| -------------- | ----------- | ----------- | --- |
| Yogeshwar Dutt | -60kg (m)   | 9e          | kwalificatie: vrij 1ste ronde: W van KAZ Orazgaliyev: 3-1 kwartfinale: V van JPN Yumoto: 1-3                                                                               |
| Sushil Kumar   | -66kg (m)   | Brons       | kwalificatie: vrij 1ste ronde: V van UKR Stadnik: 1-3 herkansingen: W van USA Schwab: 3-1 herkansingen 2: W van BLR Batyrov: 3-1 bronzen finale: W van KAZ Spiridonov: 3-1 |
| Rajiv Tomar    | -120kg (m)  | 17e         | kwalificatie: V van USA Mocco: 0-3 |

### Zeilen
| Olympiër              | Discipline | Resultaat | Prestatie                            |
| --------------------- | ---------- | --------- | ------------------------------------ |
| Nachhatar Singh Johal | finn (m)   | 23e       | 128 punten: (4-24-23-24-11-24-18-24) |

### Zwemmen
| Olympiër        | Discipline           | Resultaat | Prestatie               |
| --------------- | -------------------- | --------- | ----------------------- |
| Virdhawal Khade | 50m vrije slag (m)   | 40e       | serie 9: 7de in 22,73   |
| Virdhawal Khade | 100m vrije slag (m)  | 42e       | serie 3: 1ste in 50,07  |
| Virdhawal Khade | 200m vrije slag (m)  | 48e       | serie 4: 7de in 1.51,86 |
| Sandeep Sejwal  | 100m schoolslag (m)  | 38e       | serie 3: 2de in 1.02,19 |
| Sandeep Sejwal  | 200m schoolslag (m)  | 42e       | serie 1: 2de in 2.15,24 |
| Ankur Poseria   | 100m vlinderslag (m) | 57e       | serie 4: 7de in 54,74   |
| Rehan Poncha    | 200m vlinderslag (m) | 40e       | serie 1: 2de in 2.01,89 |

Afghanistan · Albanië · Algerije · Amerikaanse Maagdeneilanden · Amerikaans-Samoa · Andorra · Angola · Antigua en Barbuda · Argentinië · Armenië · Aruba · Australië · Azerbeidzjan · Bahama's · Bahrein · Bangladesh · Barbados · België · Belize · Benin · Bermuda · Bhutan · Bolivia · Bosnië en Herzegovina · Botswana · Brazilië · Britse Maagdeneilanden · Bulgarije · Burkina Faso · Burundi · Cambodja · Canada · Centraal-Afrikaanse Republiek · Chili · China · Chinees Taipei · Colombia · Comoren · Congo-Brazzaville · Congo-Kinshasa · Cookeilanden · Costa Rica · Cuba · Cyprus · Denemarken · Djibouti · Dominica · Dominicaanse Republiek · Duitsland · Ecuador · Egypte · El Salvador · Equatoriaal-Guinea · Eritrea · Estland · Ethiopië · Fiji · Filipijnen · Finland · Frankrijk · Gabon · Gambia · Georgië · Ghana · Grenada · Griekenland · Groot-Brittannië · Guam · Guatemala · Guinee · Guinee‑Bissau · Guyana · Haïti · Honduras · Hongarije · Hongkong · Ierland · IJsland · India · Indonesië · Irak · Iran · Israël · Italië · Ivoorkust · Jamaica · Japan · Jemen · Jordanië · Kaaimaneilanden · Kaapverdië · Kameroen · Kazachstan · Kenia · Kirgizië · Kiribati · Koeweit · Kroatië · Laos · Lesotho · Letland · Libanon · Liberia · Libië · Liechtenstein · Litouwen · Luxemburg · Macedonië · Madagaskar · Malawi · Malediven · Maleisië · Mali · Malta · Marshalleilanden · Marokko · Mauritanië · Mauritius · Mexico · Micronesië · Moldavië · Monaco · Mongolië · Montenegro · Mozambique · Myanmar · Namibië · Nauru · Nederland · Nederlandse Antillen · Nepal · Nicaragua · Nieuw-Zeeland · Niger · Nigeria · Noord-Korea · Noorwegen · Oeganda · Oekraïne · Oezbekistan · Oman · Oostenrijk · Oost‑Timor · Pakistan · Palau · Palestina · Panama · Papoea-Nieuw-Guinea · Paraguay · Peru · Polen · Portugal · Puerto Rico · Qatar · Roemenië · Rusland · Rwanda · Saint Kitts en Nevis · Saint Lucia · Saint Vincent en Grenadines · Salomonseilanden · Samoa · San Marino · Sao Tomé en Principe · Saoedi-Arabië · Senegal · Servië · Seychellen · Sierra Leone · Singapore · Slovenië · Slowakije · Soedan · Somalië · Spanje · Sri Lanka · Suriname · Swaziland · Syrië · Tadzjikistan · Tanzania · Thailand · Togo · Tonga · Trinidad en Tobago · Tsjaad · Tsjechië · Tunesië · Turkije · Turkmenistan · Tuvalu · Uruguay · Vanuatu · Venezuela · Verenigde Arabische Emiraten · Verenigde Staten · Vietnam · Wit-Rusland · Zambia · Zimbabwe · Zuid-Afrika · Zuid-Korea · Zweden · Zwitserland
Uitgesloten van deelname: Brunei